# Alexandre Scriabine
« Scriabine » redirige ici. Pour les autres significations, voir Scriabine (homonymie).
Œuvres principales
- Le Poème de l'extase
- Prométhée ou le Poème du feu
- Symphonie no 3
- Concerto pour piano en fa dièse mineur, op. 20
- Vers la flamme op.72 (pour piano)
- Étude op. 8 no 12

Alexandre Nikolaïevitch Scriabine (en russe : Александр Николаевич Скрябин) est un pianiste, poète et compositeur russe né à Moscou le 25 décembre 1871 (6 janvier 1872 dans le calendrier grégorien) et mort à Moscou le 27 avril 1915 (10 mai 1915 dans le calendrier grégorien). Il est l'un des représentants les plus importants de la musique moderne et de l'avant-garde musicale à l'aube de la Première guerre mondiale, et il est souvent considéré comme l'un des compositeurs les plus marquants du début du XXe siècle.
Personnalité singulière, animée par un refus de toute référence au folklore russe (notion pourtant essentielle chez ses contemporains Balakirev ou Rimsky-Korsakov), Scriabine a accompagné son œuvre d'une philosophie et d'une religiosité profondément marquées par le symbolisme de Baudelaire en France et de Konstantin Balmont dans l'Empire russe. Ses pièces, presque toutes pour piano (à l'exception de six opus pour orchestre), évoluent progressivement d'un style proche de Chopin, Liszt et Wagner à une esthétique individuelle, dont le premier aboutissement est l'accord mystique ou « synthétique » qu'on retrouve dans Prométhée et Vers la flamme en 1911. Cet accord n'est lui-même qu'une ouverture au Mystère, auquel Scriabine travailla de 1903 jusqu'à sa mort et dont il ne reste que des fragments inachevés, récupérés et réorganisés par Alexander Nemtin. Les quelques traces de ce Mystère, œuvre multimédia qui aurait dû être le cœur d'une vaste cérémonie mystique, représentent sans doute l'aboutissement harmonique auquel Scriabine était parvenu, et dans lequel il aurait pu continuer à écrire sans sa mort accidentelle à l'âge de 43 ans.
Longtemps incompris des critiques et du public, ce mystique de l'extase influencé par la théosophie et la synesthésie musique-couleurs, inventeur du clavier à lumières, laisse une œuvre profondément originale d'où se détachent un corpus imposant de dix sonates pour piano, trois symphonies, deux poèmes symphoniques (Poème de l'extase et Prométhée ou le Poème du feu) et de nombreuses pièces pour piano au style atypique.

## Biographie

### Débuts prometteurs et premiers échecs (1872-1903)
Fils de Nikolaï Scriabine, diplomate, expert en langues orientales, et de Lioubov Petrovna Scriabine, pianiste talentueuse, Alexandre Scriabine naît le 6 janvier 1872 du calendrier grégorien (même s'il préférait dire qu'il était né le jour de Noël, selon les dates du calendrier julien que l'Empire russe employait) dans une famille noble de tradition militaire. Il est très vite livré à lui-même : sa mère meurt de tuberculose, et son père part pour l'Empire ottoman où il est missionné. Le jeune Alexandre passe son enfance parmi des femmes, dans une ambiance qui favorisera une « espèce d’égocentrisme ». Il est alors recueilli et élevé par sa grand-mère Elizaveta Ivanovna (1823-1916), et surtout par sa tante Lioubov Alexandrovna (1852-1941), qui lui apprend les bases du piano. Il est présenté en 1881 à Anton Rubinstein, grand pianiste et compositeur de l’époque, qui lui prédit un grand avenir (pour l’anecdote, Scriabine reproduira les mêmes encouragements à l’égard du pianiste Vladimir Horowitz, en ces mots adressés à sa mère : « Votre fils sera toujours un bon pianiste, mais cela ne suffit pas. Il doit aussi être un homme cultivé »).

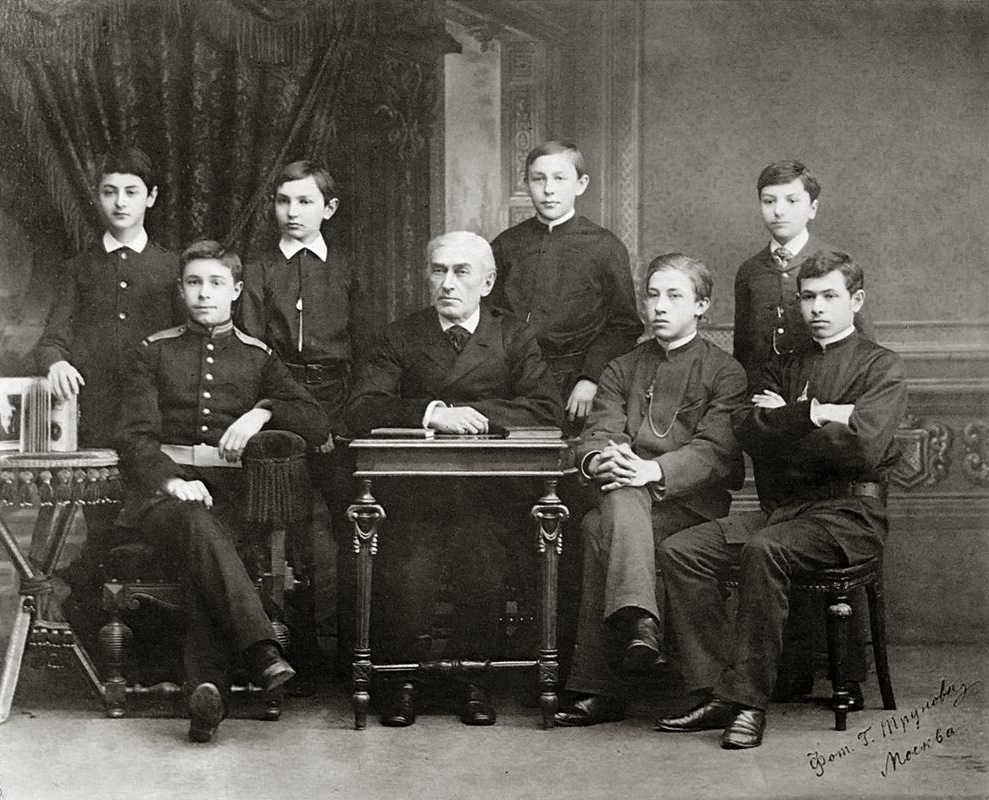
Les élèves de Zverev à la fin des années 1880. Scriabine, en tenue militaire, est le deuxième à partir de la gauche. Rachmaninov est le quatrième à partir de la droite.

Au début des années 1880, il entre au corps des Cadets de l’École militaire de Moscou grâce à son oncle. Il bénéficie alors d’un régime de faveur, puisqu’il peut faire plusieurs heures de piano par jour, et s’exempter des exercices physiques. Il commence des cours de piano avec Georges Conus (1882-1885) puis avec Nikolaï Zverev (1885-1888). Selon Hull, il compose à cette époque beaucoup de petits morceaux, mais aussi quelques poèmes qui coexistent parfois spirituellement avec les œuvres musicales, ce qui sera déterminant à l’avenir.
En 1888, Scriabine entre au Conservatoire de Moscou comme élève de Vassili Safonov en piano et d'Anton Arenski en composition : il ne passe pas le concours car le directeur Sergueï Taneiev l'a entendu jouer quelques années auparavant. Il y rencontre un autre élève, Serge Rachmaninoff, qui deviendra à la fois un ami et un rival. Ses années au conservatoire sont brillantes et marquées de rencontres professorales variées (bonnes chez Taneiev en théorie et chez Safonov en piano, mauvaises chez Arensky en contrepoint puis en composition).
1892 correspond à la publication de ses premières œuvres aux éditions Jurgenson. Ses premières pièces pour piano sont très clairement inspirées par Frédéric Chopin, à qui il voue un culte tout particulier (certaines légendes veulent que le jeune Scriabine eût l'habitude de dormir en ayant placé sous son oreiller quelques partitions du compositeur). La Valse (op. 1, 1885) et les Dix Mazurkas (op. 3, 1889) s'inspirent des œuvres de Chopin, avec un attachement au romantisme du début du XIXe siècle qu'on retrouve encore dans sa première sonate (op. 6). Cette année 1892 correspond également à la fin de ses études au Conservatoire de Moscou : Rachmaninoff reçoit la Grande Médaille d'Or en piano quand Scriabine reçoit la Petite Médaille, et de façon générale le jeune Rachmaninoff (aidé par le succès de son Concerto no. 1 en 1891) est préféré par la scène moscovite. Scriabine choisit de ne pas achever son cursus en composition avec Arensky dont il accepte mal l’esthétique, et de nombreuses querelles en résultent entre les deux hommes.
Scriabine décide à ce moment-là de devenir pianiste. Il commence sa carrière et voyage en Europe continentale, mais, pour des raisons encore non élucidées (certaines légendes supposent que c'était en jouant les Réminiscences de Don Juan de Liszt, puisqu'il avait des mains petites qui ne pouvaient couvrir qu'une octave ; mais Hull raconte que c'est en raison d'un accident de taxi), il se blesse à la main droite, et les médecins qu'il consulte lui disent que les dégâts sont irréparables : il devra rester paralysé toute sa vie. Cette période de handicap, synonyme de doute intense, aboutit à un renforcement de sa main gauche et à l'écriture du Prélude et Nocturne pour la main gauche seule (op. 9, 1894). La même année, il rencontre Mitrofan Belaïev, dans lequel il trouve un impresario, un mentor et un mécène : celui-ci lui permettra de vivre en tant que compositeur grâce à des rentes qu'il lui verse, et d’organiser des tournées partout en Europe, tournées dans lesquelles il se permettra de ne jouer que ses propres compositions.
En 1895, alors que sa paralysie s'est finalement guérie, Scriabine part ainsi en Europe puis dans les grands lieux de Russie (Saint-Pétersbourg, Yasnaya Polyana) : il restera quelques mois à Paris, à fréquenter le demi-monde symboliste, et il obtient son plus grand succès à Paris le 16 mars 1896, salle Érard. Lors de son séjour dans la capitale française, il s’inscrit par ailleurs à la SACEM. C'est à cette époque qu'il fait la connaissance du richissime homme d'affaires Mikhaïl Morozov et de son épouse Margarita Morozova qui le lance dans son salon musical de Moscou et devient son mécène.

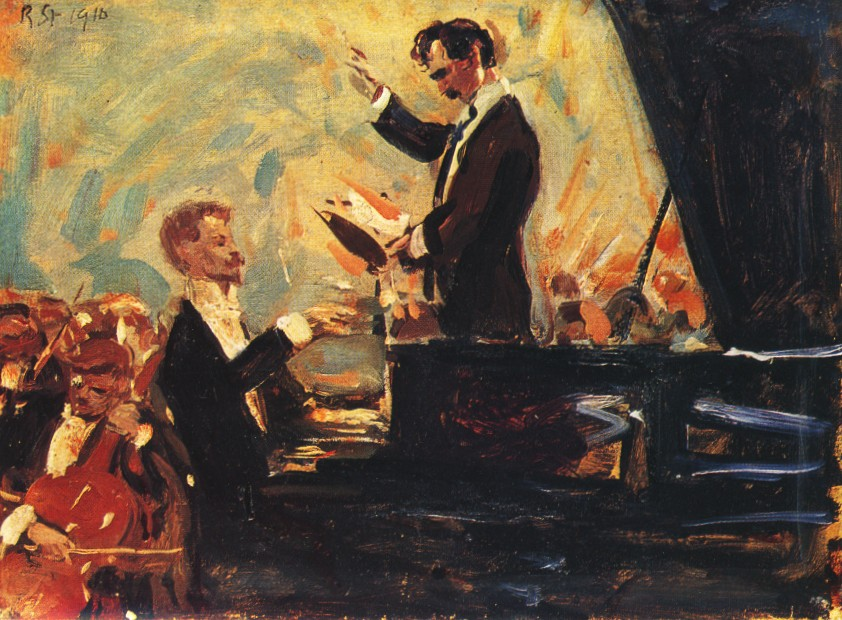
Scriabine et Koussevitzky en concert, par Robert Sterl (1910).

Son premier grand succès, et sa première incursion hors du répertoire pour piano seul, est le Concerto pour piano en fa dièse mineur, op. 20 (1896), dans un style post-romantique finalement assez proche du Concerto de Rachmaninoff : certains traits caractéristiques (accords répétés en triolets sur du binaire, harmonies dans l’inspiration de Grieg, importance primordiale de la transformation thématique) se retrouvent dans les deux œuvres. Deux ans plus tard, avec sa première composition pour orchestre seul, Rêverie (op. 24, 1898), Scriabine puise son inspiration dans l'œuvre de Wagner, particulièrement dans certaines distributions orchestrales présentes dans Tristan et Isolde ou Parsifal.
En 1897, il se marie avec Vera Ivanovna Issakovitch, brillante pianiste du conservatoire moscovite, dont il a une fille l’année suivante. En 1898, Scriabine pose également sa candidature au Conservatoire de Moscou, où il obtient le poste de professeur de piano. Les années qui suivent voient se succéder les naissances : en 1898, Rimma, en 1900 Elena, en 1901 Maria, et en 1902, Lev. Pendant ces quelques années, il visite l’Exposition Universelle de Paris (1900), est nommé inspecteur de la musique à Sainte-Catherine de Moscou, devient membre de la Société de philosophie moscovite, et se plonge dans la lecture des philosophes antiques. En 1902, fatigué des jalousies au sein du Conservatoire de Moscou, il démissionne. 

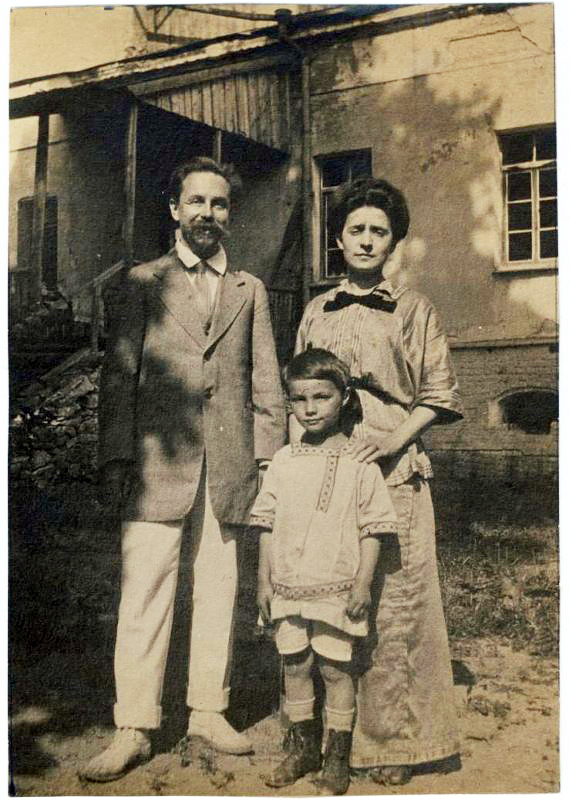
Scriabine et Tatiana de Schloezer avec leur fils Julian (1913).

Il fait la connaissance d'une élève du conservatoire, Tatiana Fiodorovna Schloezer (Tatiana de Schloezer), et dès lors sa situation familiale se dégrade. Il obtient une rente de la part de Margarita Morozova pour partir vivre aux environs de Genève en 1904, afin de poursuivre ses travaux philosophiques et musicaux. Les nombreux cours qu'il donne à cette époque, combinés avec la vie de famille et les allers-retours perpétuels entre Moscou et Pétersbourg, ne lui laissent que les étés à dédier à la composition (il ne publie à cette période que les op. 25 à 29, et ne publie rien entre 1901 et 1903), mais c’est à ce moment-là qu’il compose ses deux premières symphonies, aux formes déjà innovantes. La première (1900) est en six mouvements, avec un final construit comme un grand hommage aux Muses, avec mezzo, ténor et chœur (dans l’inspiration de la Neuvième de Beethoven) : ses exécutions seront des échecs. La deuxième (1901) déploie un dispositif plus modeste (considéré tout de même par Sabaneiev comme dérivant d’une grande mégalomanie) mais garde des ambitions formelles assez grandes, avec cinq mouvements déployés sur quarante minutes d’une musique encore grandement influencée par Wagner dans le traitement de l’orchestre (avec, de plus, l’utilisation du violon solo plus tard caractéristique dans l’écriture pour orchestre de Scriabine) : c’est cette fois-ci la Symphonie Pastorale de Beethoven qui semble inspirer la construction de la symphonie, mais son exécution est elle aussi un échec. Scriabine quitte dans les mois suivants son poste au conservatoire de Moscou et commence dès cette période à travailler sur un opéra sur Zarathoustra, inachevé, et sur la Troisième Symphonie, qui ne sera finie qu’en 1904.

### Formation progressive d'un style individuel (1904-1910)
À partir de la Sonate no. 4, Scriabine commence à développer son style personnel. Le chopinisme semble perdre peu à peu sa place dans son écriture pour piano : certains traits caractéristiques se fixent (voix thématique récurrente au ténor, décomptes irréguliers et complexes à la main gauche) et les formes orchestrales se développent encore plus, pour trouver une première apothéose dans Le Poème de l’Extase (op. 53, 1907). Aussi, Scriabine découvre de nouvelles thématiques à explorer, et une nouvelle ambition : écrire de la musique qui « n’est plus musique mais quelque chose d’autre » (sic). Il rejoint à cette époque la Société Philosophique de Moscou.
À partir de 1904, le compositeur tient un journal personnel où sont notées ses réflexions musicales et philosophiques. Scriabine poursuit une vie conjugale artificielle avec sa femme, tandis que Tatiana de Schloezer et Margarita Morozova (devenue veuve) le rejoignent en Suisse pour bénéficier de ses leçons. Sa vie personnelle est mouvementée : il quitte sa femme, et perd sa petite fille Rimma en 1905, puis il part quelques semaines plus tard en Italie avec Tatiana de Schloezer bientôt enceinte de sa fille Ariane. Cependant, Vera Issakovitch refuse le divorce. Scriabine s’installe en couple sur la Riviera italienne, puis ne tenant plus compte de sa femme, il se marie civilement avec Tatiana de Schloezer.
Il se lie avec Gueorgui Plekhanov (1865-1918), fervent partisan des idées marxistes. En 1907, il s’installe à Paris avec Tatiana et signe un contrat de nombreux concerts avec Serge de Diaghilev, le fondateur des Ballets russes. Puis il s’installe à Bruxelles (rue de la Réforme 45), et réfléchit abondamment sur la synesthésie, résultat notamment de ses rencontres avec divers artistes et philosophes. En 1908, c'est l'année de la naissance de son fils Julian Scriabine. En 1909, il retourne en Russie, et continue à composer, tout en imaginant des projets grandioses alliant couleur et musique. Il s’inspire des écrits du Père Louis-Bertrand Castel (1688-1757), inventeur d’un clavecin qui associe couleurs et sons. Il continue ses tournées, notamment en Allemagne et en Angleterre, où ses pièces sont de plus en plus reconnues.
L'année 1911 voit la naissance de sa fille Marina. En 1914, il revient à Moscou, et continue à travailler sur ses projets grandioses. Son père décède la même année, et il ne tarde pas à le suivre dans la tombe : Scriabine donne son dernier concert en avril et décède le même mois. Les circonstances de son décès n’ont pas été éclaircies, certains la relient à une piqûre de mouche charbonneuse qui aurait entraîné une infection sanguine, d'autres ont évoqué une pleurésie[réf. nécessaire], ou un empoisonnement causé par un furoncle à la lèvre.
Comme de nombreux autres artistes russes (puis soviétiques), Scriabine repose au cimetière de Novodievitchi, à Moscou.
Julian Scriabine, son fils, s’avérera posséder les mêmes dons musicaux que son père. En témoignent quatre préludes composés à un très jeune âge. Il mourra cependant quatre ans après son père en se noyant dans le Dniepr, à l'âge de 11 ans.

Couleurs synesthétiques perçues par Scriabine.

## Œuvre
Alexandre Scriabine laisse environ 200 œuvres, réparties en 74 opus (les opus 50 et 55 n'ont pas été attribués, sans doute par superstition de la part de Scriabine).

### Piano
L'essentiel de l’œuvre de Scriabine consiste en pièces pour piano seul.
On y trouve notamment :
- 12 sonates pour piano, dont 2 ont été éditées à titre posthume. Les plus célèbres sont la seconde, la cinquième et la neuvième ;
- de nombreux Préludes ;
- 14 poèmes ;
- 26 études. L’Étude pathétique (op. 8 no 12) est l'une de ses pièces pour piano les plus connues et les plus jouées ; son style rappelle l'étude Révolutionnaire de Chopin ;
- 9 impromptus ;
- 21 mazurkas ;
- 3 valses ;
- 3 nocturnes.

L'une des dernières œuvres de Scriabine, le poème Vers la flamme op. 72, est un des joyaux de la musique russe pour piano du début du XXe siècle et reprend toute l'esthétique et la technique pianistique de Scriabine.
À ces pièces s'ajoutent un ensemble conséquent de pièces diverses.

#### Enregistrements réalisés par Scriabine
En 1910, Scriabine a enregistré sur piano mécanique neuf de ses pièces pour le compte de la société Welte-Mignon, dont voici trois exemples ci-contre.

### Orchestre
Scriabine a composé trois symphonies, dont la plus célèbre est la troisième, sous-titrée « Poème divin ». Son œuvre pour orchestre compte également des poèmes symphoniques : le Poème de l'extase pour grand orchestre (1904–1907), Prométhée ou le Poème du feu (1908–1910), pour grand orchestre avec orgue, chœurs, piano, et clavier à lumières et sa dernière œuvre et projet le plus ambitieux resté inachevé, Le Mystère (commencé en 1903).
Il a également composé un concerto pour piano et orchestre en fa dièse mineur, op. 20 (1896–1897).

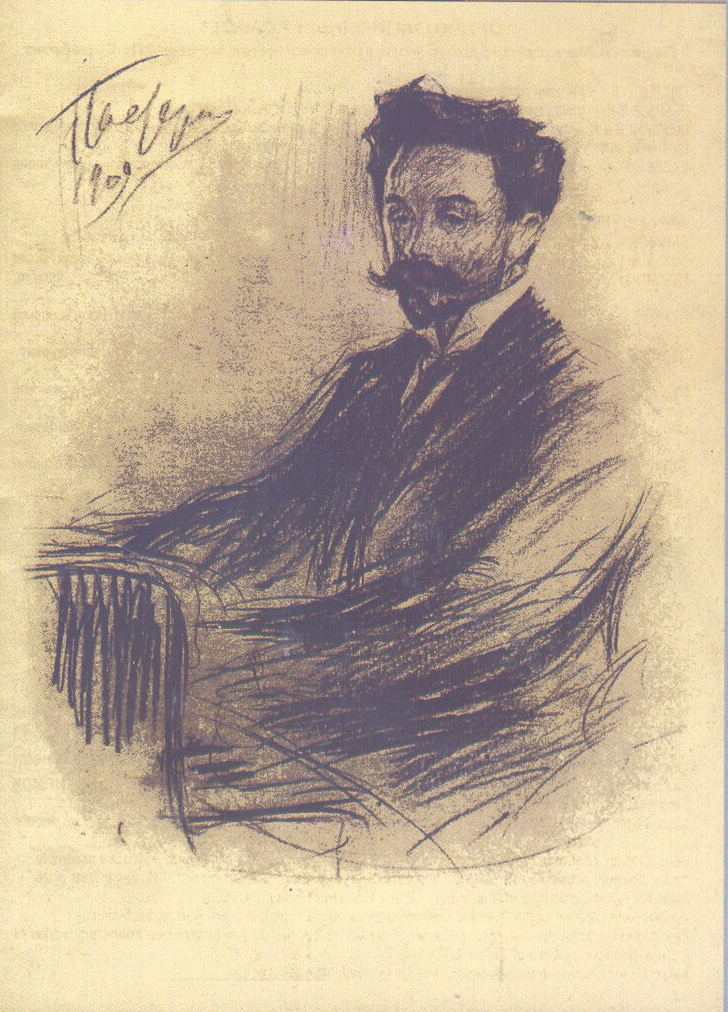
Scriabine au piano par Leonid Pasternak.

## Style
Par la combinaison des sons, des couleurs (« clavier à lumières » pour Prométhée ou le poème du feu), à la recherche d'une liberté spirituelle et de l’extase, sa musique évolue de façon toujours plus nette vers les aspects mystiques de la vie, de la mort, de la réincarnation.

### L'accord mystique: vers le dodécaphonisme

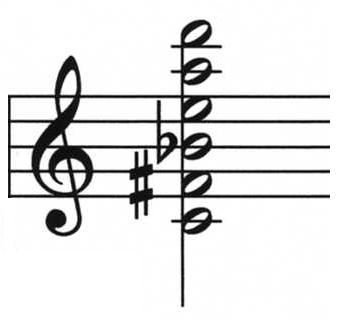
Accord « mystique » de Prométhée.

L'évolution du langage harmonique de Scriabine est remarquable. Entre ses premières études, composées sous l'influence de Chopin, et les esquisses du Mystère, la transition est parfaitement assumée du romantisme finissant à la musique du XXe siècle la plus avancée.
C'est en préparant la composition de Prométhée que Scriabine s'engage sur la voie du dodécaphonisme non sériel. Au lieu de partir d'une « série » de notes (allant, in fine, jusqu'aux douze tons de la gamme chromatique), les méditations du musicien lui font considérer un accord « mystique », ou « synthétique » :
Cet accord de six tons est exclusivement composé de quartes (en intégrant les tritons do-fa dièse, puis si bémol-mi bécarre). Il est présenté dès la première mesure du poème symphonique, sous une forme renversée. À la fin de l'œuvre, les trompettes énoncent ces six notes en triolets de noires, vers un embrasement de tout l'orchestre (sans résolution vers un accord parfait).
Il est composé des harmoniques naturels de la fondamentale do, réarrangés en quartes. La gamme ainsi constituée (do majeur avec fa  et si ) est de ce fait dénommée « gamme acoustique ». Kerkel (op. cit.) montre que Prométhée dérive d'un traitement de la gamme acoustique tout aussi rigoureux (sinon davantage) que le langage harmonique « traditionnel » dérive de la constitution de la gamme majeure ou mineure et des notes communes à ces diverses transpositions pour réaliser les modulations sur des degrés plus ou moins lointains. Le langage de Prométhée est fait de modulations plus ou moins lointaines de la gamme acoustique et des accords qui en dérivent.
Debussy utilisait assez souvent la gamme acoustique (exemple très connu ; le thème aux cors du premier mouvement de La Mer : gamme acoustique sur Ré b - autre bel exemple dans le prélude Ondine sur Ré). Ravel utilisera l'accord acoustique très régulièrement sous sa forme « naturelle » (en tierces), d'où le nom de « onzième naturelle » (accord de onzième sur la fondamentale avec neuvième mineure et onzième augmentée) et ce à partir des Miroirs. Quant à Bartok, d'innombrables exemples montrent qu'il en fait « son » système diatonique par opposition au système chromatique (l'exemple le plus typique est l'opposition entre les deux petits scherzos, l'un chromatique et l'autre diatonique, qui forment les 2e et 4e mouvements de son 4e Quatuor (voir les analyses du musicologue hongrois Lendvai).
En « prolongeant » cet accord — c'est-à-dire en ajoutant le sol aigu, puis do dièse, et ainsi de suite — et en opérant des renversements des accords obtenus de sept, huit et dix sons, Scriabine obtient des accords de douze sons sans répétition pour son projet ultime, le Mystère…
Une phase intermédiaire fort utilisée par Scriabine est l'échelle octatonique dite « de Bertha » faisant alterner demi-tons et tons (ex. en do ; do, ré , mi , mi, fa , sol, la, si , do (voir M. Kerkel). C'est une échelle à transpositions limitées (trois transpositions possibles), largement utilisée par Messiaen sous le nom de « second mode à transpositions limitées » (O. Messiaen, Technique de mon langage musical). On remarquera qu'elle intègre les quatre premiers sons de l'« accord mystique » mais non les deux sons supérieurs. la comparaison de la gamme acoustique et de l'échelle de Bertha montre que la seule différence est la dissociation du ré de la première en un ré  et un mi .
Il convient de réaliser que la pensée de Scriabine est plus modale que sérielle. Les deux systèmes peuvent parfaitement coexister, ainsi que le système modal et tonal (Messiaen par exemple est assez souvent tonal). On peut donc se demander s’il y a eu commutation consciente d’un style tonal mais modal vers un style dans lequel la modalité devient le fait premier par rapport à la tonalité. Il est relativement facile de répondre grâce aux dix sonates publiées. La 4e Sonate, op. 30 propose un fa  majeur sans bavures. La plus tardive 5e Sonate, op. 53 commence avec cinq dièses à la clef, termine avec trois bémols après bien des sections intermédiaires. Donner un sens à la musique en fonction des polarités sous-tendues par ces accidents est un exercice périlleux, le compositeur semblant mettre un malin plaisir à contredire ces armures. Seuls quelques passages à l’intérieur de la sonate peuvent s’y raccrocher sans trop de mal. Pour autant, le langage modal n’est pas encore structuré. Nous avons là en fait une expérimentation réussie d’éloignement extrême, difficilement analysable, des centres tonaux, souvent avec des accords nouveaux pris comme agrégats en soi. Scriabine ne se sent pas de larguer les amarres. Cette œuvre est splendide par l’art avec lequel le compositeur traduit son hésitation technique, stylistique et philosophique sous-jacente. Rien de tel dans la lumineuse 6e Sonate, op. 62. Plus d’armure à la clé. Le langage modal est bien en place et devient le seul outil pertinent d'analyse à petite et grande échelle. Les choses vont se complexifier, mais la direction technique et stylistique est définitivement engagée sur une voie précise.
Et cette voie est très éloignée de toute approche esthétique qui tendrait vers le dodécaphonisme sériel. En effet, les esquisses de « L’Acte Préalable » de Scriabine, écrites selon Boris de Schloezer entre 1913 et 1915, comportent plusieurs accords dodécaphoniques, ce qui incita certains musicologues à conclure que si Scriabine avait survécu à l’empoisonnement mortel dont il fut victime (rappelons qu’il est mort en 1915 à l’âge de quarante-trois ans) il allait probablement aboutir vers quelque chose d’analogue au dodécaphonisme sériel. Or, rien n’est moins vrai. Si Scriabine a élargi la tonalité, s’il a travaillé sur des échelles modales de multiples façons il n’a jamais exclu un mode quelconque ni interdit un élément en rapport avec le tonalisme. À ce propos Manfred Kelkel signale un témoignage du musicologue russe, critique musical et compositeur Leonid Sabaneev, qui fut aussi un ami intime de Scriabine : « Sabaneev rapporte d’ailleurs un mot sur Scriabine qui montre que celui-ci avait peu de considération pour le ‘‘père de la dodécaphonie.’’ Après avoir déchiffré, au cours de l’hiver 1912/13, quelques morceaux pour piano de Schönberg (probablement l’opus 11), dans lesquels il avait noté ‘‘quelques passages bien tournés’’, il fit cependant cette remarque désobligeante : ‘‘Si l’on écrit sans arrêt n’importe quoi, il peut arriver aussi qu’on écrive accidentellement quelque chose de mieux.’’ »

## Philosophe et mystique
Scriabine s'intéresse à la philosophie et à l'esthétique d'auteurs allemands tels que Schopenhauer, Wagner et Nietzsche, qui influencent grandement sa pensée musicale et philosophique. Il s'est également intéressé à la théosophie et aux écrits d'Helena Blavatsky, entrant en contact avec des théosophes tels que Jean Delville. Bien que Scriabine ait été communément associé à la théosophie, « la mesure dans laquelle Scriabine a sérieusement étudié la théosophie [...] est discutable, mais ces associations lui ont néanmoins valu une couverture médiatique importante »,. Même le beau-frère de Scriabine, Boris de Schlözer, a déclaré que malgré l'intérêt général de Scriabine pour la théosophie, il ne l'a jamais prise au sérieux et a même été déçu par certains aspects de cette discipline.
Scriabine utilisait la poésie pour exprimer ses notions philosophiques, et il communiquait une grande partie de sa pensée philosophique à travers sa musique, les exemples les plus marquants étant le Poème de l'extase et Vers la flamme.

### Présentation de sa philosophie mystique
Les principales sources de la philosophie de Scriabine se trouvent dans ses carnets, publiés à titre posthume. Ces écrits sont célèbres pour contenir la déclaration « Je suis Dieu ». Cette phrase, souvent attribuée à tort à une personnalité mégalomane par ceux qui ne connaissent pas le mysticisme,, est en fait une déclaration d'extrême humilité dans le mysticisme oriental et occidental. Dans ces traditions, l'ego individuel est tellement éradiqué qu'il ne reste plus que Dieu[réf. nécessaire].
Différentes traditions ont utilisé des termes différents (par exemple, fana, samadhi) pour désigner essentiellement le même état de conscience. Bien que les spécialistes contestent le statut de théosophe de Scriabine, il est indéniable qu'il était un mystique, particulièrement influencé par une série de mystiques et de penseurs spirituels russes, tels que Soloviev et Berdiaev, que Scriabine connaissait tous deux. La notion d'unité totale (всеединство), fondement du mysticisme russe, est un autre facteur contribuant à la déclaration de Scriabine « Je suis Dieu » : si tout est interconnecté et que tout est Dieu, alors je suis moi aussi Dieu, autant que n'importe quoi d'autre.

### Cosmisme
Des études récentes ont placé Scriabine dans la tradition du premier cosmisme russe. Issu des idées de Nikolai Fiodorov et de Soloviev, le cosmisme russe cherchait à unir l'humanité dans une évolution cosmique, en intégrant la spiritualité et la technologie. Ces idées cosmistes étaient extrêmement populaires en Russie et, en tant qu'enfant de son âge, Scriabine « fait preuve d'une adaptation créative des idées typiques de la Russie impériale tardive » et met l'accent sur « des concepts qui correspondent aux préoccupations de ses contemporains intellectuels concernant l'unité et les visions eschatologiques de la transformation de la vie ».
Scriabine a été profondément influencé par des personnalités telles que Solovieov, Berdiaev et Boulgakov, ainsi que par leurs idées spirituelles[réf. souhaitée]. Le cosmisme russe est une tradition orientée vers l'action qui vise à unir l'humanité par divers moyens, de la technologie à la spiritualité, dans une mission cosmique d'évolution et de transformation active. La contribution unique de Scriabine au cosmisme russe est « la centralité du rôle de la musique dans sa philosophie », croyant au pouvoir de transformation de la musique pour atteindre les objectifs du cosmisme, contrairement à d'autres cosmistes qui se concentrent davantage sur les moyens religieux, scientifiques ou technologiques. La philosophie de Scriabine intègre la musique et la spiritualité, les considérant comme des voies interconnectées vers l'union mystique.
Les œuvres de Scriabine reflètent les thèmes clés du cosmisme[réf. nécessaire] : l'importance de l'art, du cosmos, du monisme, de la destination et de la tâche commune de l'humanité. Sa musique, qui incarne les thèmes du vol et de l'exploration spatiale, s'aligne sur les croyances cosmistes dans le destin cosmique de l'humanité. Ses idées philosophiques, en particulier sa déclaration d'être Dieu et ses idées sur l'unité et la multiplicité, doivent être comprises dans le contexte mystique du premier cosmisme russe, qui met l'accent sur l'unité entre l'homme, Dieu et la nature.

### Le Mystère
Outre les œuvres achevées de Scriabine (par exemple, Le Poème de l'extase, Prométhée ou le Poème du feu, Vers la flamme) qui résument ses idées philosophiques, son œuvre inachevée Mysterium représente peut-être le point culminant de sa vision mystico-philosophique du monde[réf. nécessaire]. Scriabine « en vint à croire qu'il avait pour mission de régénérer l'humanité par l'art. Ce but devait être atteint au moyen d'une œuvre qu'il appelait le Mystère, qui devait durer sept jours, impliquer tous les moyens d'expression et toute l'humanité, et transformer le monde ». Les idées d'unité, de transcendance, de synthèse des arts et de transformation sont omniprésentes dans Le Mystère[réf. nécessaire].

## Postérité
Les circonstances historiques et le changement d'esthétique tant en Russie après la Révolution de 1917 que dans l'Europe de l'après guerre expliquent en grande partie le fait que le compositeur ait été oublié ou violemment critiqué après sa mort. La jeune musique soviétique sera d'inspiration futuriste et constructiviste tant que Lounacharski lui laissera les mains libres, avant la dictature du « réalisme socialiste » imposée par Staline et Jdanov. L'esthétique mystique de Scriabine était évidemment à l'opposé de ces tendances. Le seul compositeur soviétique que l'on puisse situer dans la lignée scriabienne est Nikolaï Roslavets, persécuté en URSS et dont beaucoup d'œuvres ont été détruites. En Occident, tant le néoclassicisme au sens le plus large que l'atonalité libre puis le dodécaphonisme sériel se fondent musicalement et intellectuellement sur des principes extrêmement éloignés de ceux de Scriabine. Il est probablement significatif de constater qu'un compositeur comme Olivier Messiaen, dont la probité et l'intégrité morale étaient légendaires, dont le langage modal est si proche de celui de Scriabine (voir ci-dessous), et si enclin à commenter son œuvre et à rendre des hommages appuyés à ses prédécesseurs (de Mozart à Dukas), n'ait jamais cité le nom de Scriabine dans ses écrits publics … Pourrions-nous voir là une raison qui dépasserait le langage musical et se situerait à la différence de vision métaphysique entre la foi catholique de Messiaen et les tendances philosophiques de Scriabine si proches et de toute évidence influencées jusqu’à un certain degré par le mouvement théosophique ?

## Hommages
L'astéroïde (6549) Skryabin, découvert en 1988, est nommé en son honneur.

## Discographie
De nombreux grands pianistes du XXe siècle ont enregistré les pièces pour piano seul de Scriabine. On peut citer notamment Mikhaïl Rudy (Calliope), Vladimir Horowitz, Alexandre Goldenweiser, Samuel Feinberg, Heinrich Neuhaus, Vladimir Sofronitsky, John Ogdon, Vladimir Ashkenazy, Sviatoslav Richter ou Glenn Gould, Setrak. Au XXIe siècle, Andreï Korobeinikov produit des enregistrements de grande qualité (Mirare).
Pour les œuvres symphoniques, on peut citer, parmi les disques mis en vente, un pilier essentiel : le disque produit par Pierre Boulez avec Ugorski et le Chicago Symphony Orchestra en 1999, qui contient les deux poèmes et le Concerto pour piano. S'il faut y ajouter d'autres références, on peut citer, pour le Poème de l’Extase, les versions de Pletnev (Orchestre National Russe, 2015), de Svetlanov (Orchestre Symphonique de l’Etat de l’URSS, 1968 (concert)) et de Kitayenko (Gürzenich, 2021), et, pour Prométhée ou le Poème du Feu, celles de Maazel/Ashkenazy (London Philharmonic Orchestra, 1971) et Gergiev/Toradze (en) (Mariinsky, 1998).

### Monographies
- Manfred Kelkel, Alexandre Scriabine : un musicien à la recherche de l'absolu, Paris, Fayard, coll. « Bibliothèque des grands musiciens », 1999, 412 p. (ISBN 978-2-213-60365-0 et 2213603650, OCLC 41509657). Ouvrage très complet en trois parties : la première consacrée à la biographie du compositeur, la seconde à l'ésotérisme de la pensée de Scriabine, et la troisième présentant une analyse thématique et musicologique de ses dernières œuvres à partir de Prométhée.